# Armando Cossutta
Armando Cossutta (2 de septiembre de 1926 - 14 de diciembre de 2015) fue un político comunista italiano. Después de la Segunda Guerra Mundial, Cossutta se convirtió en uno de los principales miembros del Partido Comunista Italiano (PCI), y representaba la tendencia más pro-Unión Soviética;su creencia en ese país como el principal estado comunista lo llevó a criticar a Enrico Berlinguer. Más adelante en su vida, aunque no se arrepintió de la elección que tomó, Cossutta consideró que se había equivocado al oponerse a Berlinguer.
En oposición a la propuesta de Achille Occhetto de 1991 de disolver el PCI,Cossutta fundó, junto con Sergio Garavini, Nichi Vendola y otros, el Partido de la Refundación Comunista (PRC), del cual se convirtió en presidente.Cuando Fausto Bertinotti, el líder del PRC, votó en contra de una moción de confianza al gobierno de Romano Prodi en 1996, Cossutta se opuso a su postura y abandonó el PRC junto con Oliviero Diliberto y otros para fundar el Partido. de los Comunistas Italianos (PdCI).Posteriormente, Cossutta fue presidente del PdCI y miembro del Parlamento italiano. También se desempeñó como diputado del Parlamento Europeo durante la quinta legislatura del Parlamento Europeo (1999-2004).

## Biografía
Nacido en Milán, Cossutta se afilió al Partido Comunista Italiano (PCI) en 1943, tomando parte en la Resistencia Italiana como partisano. Tras la Segunda Guerra Mundial, se convirtió en uno de los dirigentes del Partido, representando a la corriente más prosoviética. Su defensa de la URSS como Estado dirigente del movimiento comunista internacional le llevó a criticar a Enrico Berlinguer. Aunque no se arrepintió de su opción, consideró que se equivocó al oponerse a Berlinguer.
Opuesto a la propuesta de Achille Occhetto de disolver el PCI en 1991, fundó, junto a la minoría, el Partido de la Refundación Comunista, del cual fue elegido presidente. Cuando Fausto Bertinotti, secretario general, votó contra la moción de confianza al gobierno de Romano Prodi en 1998, Cossutta se opuso, y se escindió del PRC junto a Oliviero Diliberto y una minoría para fundar el Partido de los Comunistas Italianos (PdCI), del que fue presidente hasta 2006.
A lo largo de su carrera política fue diputado y senador de la República Italiana. Así mismo fue eurodiputado italiano durante la 5ª Legislatura (1999-2004).

## Primeros años y Segunda Guerra Mundial
Cossutta nació en Milán en el seno de una familia de clase trabajadora que participaba activamente en la realidad política de la época. Su padre, originario de Trieste, participó en la toma de Fiume por parte de Gabriele D'Annunzio.Cossutta se unió al Partido Comunista Italiano (PCI) en 1943 y participó en el movimiento de resistencia italiano como partisano en las filas de las Brigadas Garibaldi. También fue arrestado por los nazi-fascistas y detenido durante un cierto período en la prisión de San Vittore en Milán. 

## Controversias
En 1991, el periodista ruso Alexander Evlakhov, citando documentos del Partido Comunista de la Unión Soviética, afirmó que Cossutta había recibido 824.000 millones de dólares de la URSS con fines propagandísticos durante los años 1980.Cossutta desestimó estas afirmaciones, diciendo que nunca había recibido dinero de la Unión Soviética.En 1999, Cossutta apareció en una lista de presuntos espías italianos de la KGB.En 2000, demandó a Silvio Berlusconi, el entonces primer ministro de Italia, por calumnia y difamación, pidiendo 100 mil millones de libras esterlinas en compensación. En una emisión de Porta a Porta, afirmó que "Cossutta dirigió bandas armadas en los años de la posguerra y mantuvo hasta hace algunos años una organización armada en Italia".Posteriormente retiró la demanda después de que Berlusconi emitiera una declaración de retractación y disculpa.
En 2002 se creó una comisión parlamentaria para investigar las acusaciones, entre otras cosas.Aunque estaba encabezada por la mayoría de coalición de centro-derecha, que la instrumentalizó y utilizó el contenido del Archivo Mitrojin; una colección de notas escritas a mano, fuentes primaria, documentos oficiales que fueron elaborados, contrabandeados y ocultos en secreto por el archivero de la KGB Vasili Mitrojin,para atacar a sus oponentes políticos y retrasar el informe final, se mostró escéptico o desdeñoso ante las afirmaciones; criticandolo por tener motivaciones políticas, ya que se centraba principalmente en protestas contra figuras de la oposición.Fue cerrado en 2006 sin haber desarrollado ninguna evidencia concreta nueva más allá de la información original en el Archivo Mitrojin.En 2006 se creó una comisión parlamentaria posterior, esta vez encabezada por la coalición de centroizquierda, para determinar si las reclamaciones tenían motivaciones políticas. La comisión parlamentaria de 2006 concluyó: "Teniendo en cuenta las precauciones británicas que hemos analizado anteriormente, y que condujeron a la eliminación de muchos apellidos y a hacer indescifrables muchos acontecimientos y muchos personajes irreconocibles, sólo se puede hablar, en el caso de Cossutta, tan claramente identificados y acusados, y además sin utilizar documentos del Archivo Mitrojin sino sobre la base de documentación, aunque distorsionada, de origen periodístico – de auténtica persistencia".

## Trabajos
- I problemi del finanziamento del partito e la campagna per la stampa comunista, Roma, Iter, 1974.
- Il finanziamento pubblico dei partiti, Roma, Editori Riuniti, 1974.
- Decentramento e partecipazione. Iniziativa dei comunisti per l'attuazione della legge sui consigli di circoscrizione, con Marcello Stefanini y Renato Zangheri, Roma, Editori Riuniti, 1977.
- I comunisti nel governo locale, con Enrico Berlinguer, Roma, Editori Riuniti, 1978.
- Il modo nuovo di governare, Roma, Edizioni delle autonomie, 1980.
- Lo strappo. Usa, Urss, movimento operaio di fronte alla crisi internazionale, Milán, A. Mondadori, 1982.
- Dissenso e unità. Dibattito político nel PCI dal XVI al XVII congresso, Milán, Teti, 1986.
- Vecchio e nuovo corso, Milán, Vangelista, 1988.
- Una storia comunista, con Gianni Montesano, Milán, Rizzoli, 2004. ISBN 88-17-00430-8